# 500 Millas de Indianápolis de 1951

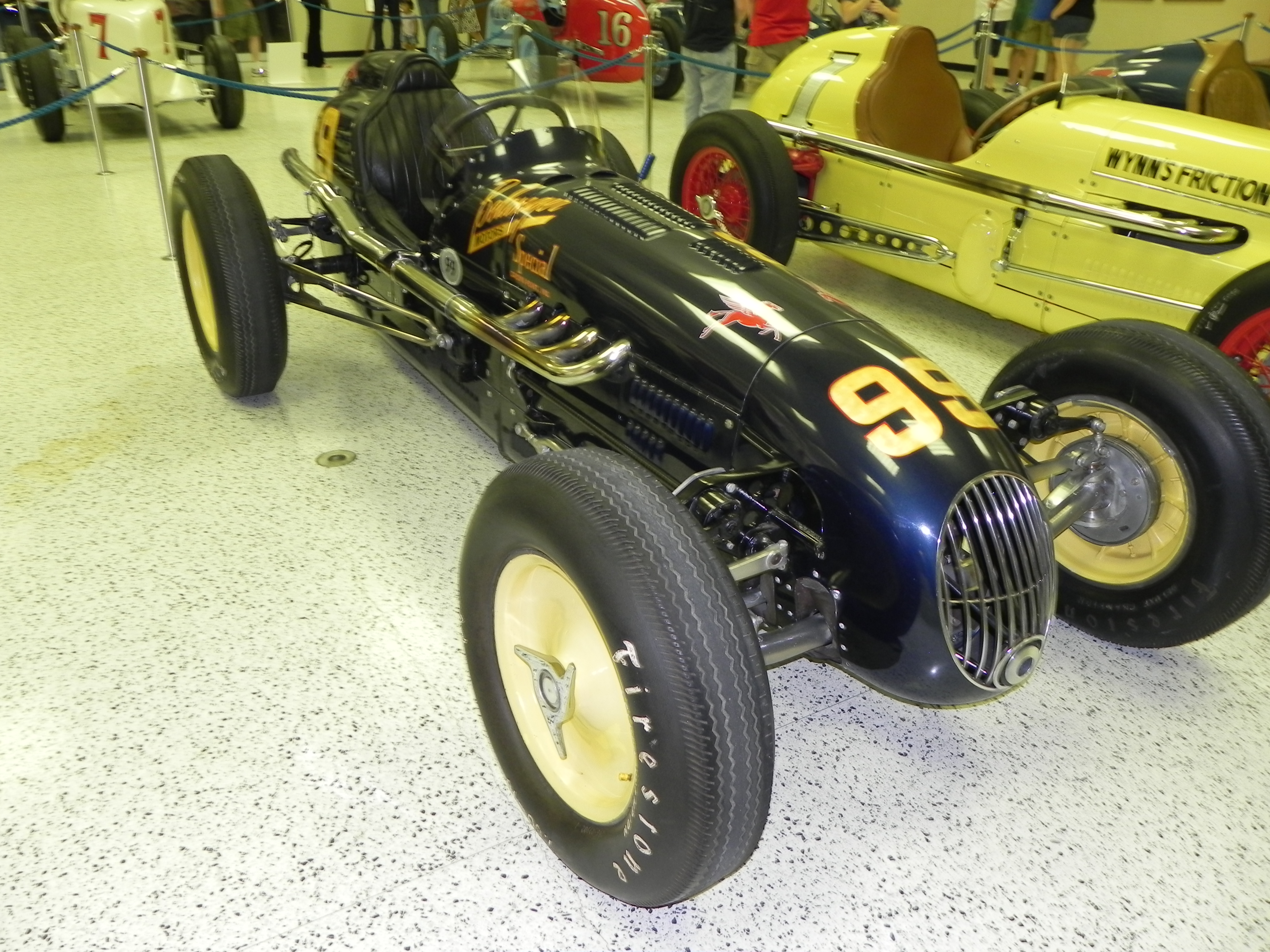
Coche ganador de la Indy 500 de 1951.

La Edición 35° de las 500 millas de Indianapolis se celebró en el Indianapolis Motor Speedway el miércoles 30 de mayo de 1951. El evento fue puntuable para el Campeonato Nacional de la AAA de la Temporada, así como del Mundial de Fórmula 1. Por segundo año consecutivo, de nuevo no se presentaron equipos europeos de Fórmula 1  y siendo la segunda vez que la competencia era puntuable.
Duke Nalon, que había sufrido quemaduras graves en un accidente en 1949, y quien se perdió la carrera de 1950, hizo una reaparición en Indy, al ganar la pole position en un Novi.
Los muchos incidentes de daños en los coches hizo que sólo ocho coches que terminaron en la línea de meta. El ganador Lee Wallard al final de la carrera sufrió mucho con su coche y tan pronto su competencia acabó el coche sufrió al final de competencia problemas en los frenos, así como sufrió un daño en el tubo de escape, y se rompió un amortiguador de montaje. Además del paseo insoportablemente incómodo, Wallard había llevado un problema de incendio retardado al equipo, creado por la inmersión de su uniforme en una mezcla de cristales de borax y agua. Debido a que no llevaba una camiseta interior, Wallard sufrió graves roces, y requirió tratamiento en el hospital después de que se incapacitó su celebración en el podio de la victoria. Se estima que perdió 15 libras durante la carrera.
El coche ganador de Wallard tenía el más pequeño movimiento en pista. Alrededor de una semana después de ganar la carrera, Wallard sufrió quemaduras graves en un accidente posterior, lo que puso fin a su carrera como piloto profesional. El tres veces ganador Mauri Rose, que corría su decimoquinta Indy, se estrelló y se volcó en la vuelta 126. Fue su última participación en las 500 millas; se retiró de la conducción después del accidente.

## Entrenamientos y clasificaciones
Los entrenamientos y clasificaciones se programaron para seis días. La lluvia, sin embargo, empujó la clasificaciones para un séptimo día.
Sábado 12 de mayo - Pole Day Día 1
domingo 13 de mayo - Entrenamientos y clasificaciones Día 2
Sábado 19 de mayo - Entrenamientos y clasificaciones Día 3
Domingo 20 de mayo - Entrenamientos y clasificaciones Día 4
Sábado 26 de mayo - Entrenamientos y clasificaciones Día 5
Domingo 27 de mayo - Entrenamientos y clasificaciones Día 6 (suspendido por lluvia)
Lunes 28 de mayo - Entrenamientos y clasificaciones Día 7 (por reposición del día anterior por lluvia).

## Carrera
| Pos. Final | Pos. Inicial | Dorsal | Piloto                   | Constructor              | Vueltas | Registro/Suceso     | Puntos Fórmula 1 |
| ---------- | ------------ | ------ | ------------------------ | ------------------------ | ------- | ------------------- | ---------------- |
| 1          | 2            | 99     | Lee Wallard              | Kurtis Kraft-Offenhauser | 200     | 3:57:38.05          | 8 + 1            |
| 2          | 7            | 83     | Mike Nazaruk             | Kurtis Kraft-Offenhauser | 200     | + 1:47.24           | 6                |
| 3          | 3            | 9      | Jack McGrath Manny Ayulo | Kurtis Kraft-Offenhauser | 200     | + 2:51.39           | 2                |
| 4          | 31           | 57     | Andy Linden              | Sherman-Offenhauser      | 200     | + 4:40.12           | 3                |
| 5          | 29           | 52     | Bobby Ball               | Schroeder-Offenhauser    | 200     | + 4:52.23           | 2                |
| 6          | 17           | 1      | Henry Banks              | Moore-Offenhauser        | 200     | + 5:40.02           |                  |
| 7          | 24           | 68     | Carl Forberg             | Kurtis Kraft-Offenhauser | 193     | + 7 Vueltas         |                  |
| 8          | 4            | 27     | Duane Carter             | Deidt-Offenhauser        | 180     | + 20 Vueltas        |                  |
| Ret        | 9            | 5      | Tony Bettenhausen        | Deidt-Offenhauser        | 178     | Trompo              |                  |
| Ret        | 1            | 18     | Duke Nalon               | Kurtis Kraft-Novi        | 151     | Retirado            |                  |
| Ret        | 22           | 69     | Gene Force               | Kurtis Kraft-Offenhauser | 142     | Motor               |                  |
| Ret        | 12           | 25     | Sam Hanks                | Kurtis Kraft-Offenhauser | 135     | Motor               |                  |
| Ret        | 16           | 10     | Bill Schindler           | Kurtis Kraft-Offenhauser | 129     | Motor               |                  |
| Ret        | 5            | 16     | Mauri Rose               | Deidt-Offenhauser        | 126     | Accidente           |                  |
| Ret        | 14           | 2      | Walt Faulkner            | Kuzma-Offenhauser        | 123     | Motor               |                  |
| Ret        | 27           | 76     | Jimmy Davies             | Pawl-Offenhauser         | 110     | Eje                 |                  |
| Ret        | 11           | 59     | Fred Agabashian          | Kurtis Kraft-Offenhauser | 109     | Embrague            |                  |
| Ret        | 15           | 73     | Carl Scarborough         | Kurtis Kraft-Offenhauser | 93      | Fuego               |                  |
| Ret        | 33           | 71     | Bill Mackey              | Hall-Offenhauser         | 97      | Embrague            |                  |
| Ret        | 19           | 8      | Chuck Stevenson          | Marchese-Offenhauser     | 93      | Fuego               |                  |
| Ret        | 8            | 3      | Johnnie Parsons          | Kurtis Kraft-Offenhauser | 87      | Magneto             |                  |
| Ret        | 10           | 4      | Cecil Green              | Kurtis Kraft-Offenhauser | 80      | Motor               |                  |
| Ret        | 6            | 98     | Troy Ruttman             | Kurtis Kraft-Offenhauser | 78      | Motor               |                  |
| Ret        | 32           | 6      | Duke Dinsmore            | Schroeder-Offenhauser    | 73      | Sobrecalentamiento  |                  |
| Ret        | 28           | 32     | Chet Miller              | Kurtis Kraft-Novi        | 56      | Ignition            |                  |
| Ret        | 13           | 44     | Walt Brown               | Kurtis Kraft-Offenhauser | 55      | Magneto             |                  |
| Ret        | 25           | 48     | Rodger Ward              | Bromme-Offenhauser       | 34      | Tubo de aceite      |                  |
| Ret        | 18           | 23     | Cliff Griffith           | Kurtis Kraft-Offenhauser | 30      | Eje                 |                  |
| Ret        | 20           | 81     | Bill Vukovich            | Trevis-Offenhauser       | 29      | Fuga de aceite      |                  |
| Ret        | 21           | 22     | George Connor            | Lesovsky-Offenhauser     | 29      | Transmisión         |                  |
| Ret        | 23           | 19     | Mack Hellings            | Deidt-Offenhauser        | 18      | Motor               |                  |
| Ret        | 26           | 12     | Johnny McDowell          | Maserati-Offenhauser     | 15      | Fuga de combustible |                  |
| Ret        | 30           | 26     | Joe James                | Watson-Offenhauser       | 8       | Transmisión         |                  |

### Suplentes
- Primera alternativa: Bob Sweikert[3]

## Resultado Final
| Piloto Ganador | Fabricante Ganador       | Promedio de Velocidad de competencia | Pole Position | Mayor Número de vueltas registradas como Líder |
| -------------- | ------------------------ | ------------------------------------ | ------------- | ---------------------------------------------- |
| Lee Wallard    | Kurtis Kraft-Offenhauser | 203.170 km/h (136,498 mph)           | Duke Nalon    | Lee Wallard (159/200) vueltas                  |

### Obras Citadas
- Indianapolis 500 History: Race & All-Time Stats – Official Site (En Inglés)
- Unless otherwise indicated, all race results are taken from «The Official Formula 1 website». Consultado el 5 de junio de 2007. (En Inglés)
- Van Camp's Pork & Beans Presents: Great Moments From the Indy 500 – Fleetwood Sounds, 1975 (En Inglés)
- 1951 Indianapolis 500 at RacingReference.info (Relief driver statistics) (En Inglés)